# Oshkosh Corporation
Oshkosh Corporation – amerykańskie przedsiębiorstwo powstałe w 1917 roku, specjalizujące się w produkcji samochodów ciężarowych, pojazdów wojskowych, pojazdów specjalistycznych oraz ratowniczych, a także podnośników samojezdnych. Firma zatrudnia 15 tys. pracowników w 130 zakładach, znajdujących się na terenie 24 państw. Siedziba przedsiębiorstwa znajduje się w miejscowości Oshkosh w stanie Wisconsin.